# لیسا چولودنکو
لیسا چولودنکو (انگلیسی: Lisa Cholodenko؛ زادهٔ ۵ ژوئن ۱۹۶۴) یک فیلم‌نامه‌نویس و کارگردان اهل ایالات متحده آمریکا است.

## فیلم‌شناسی

### فیلم‌های مطرح
- هنر فاخر (۱۹۹۸)
- لورل کنیون (۲۰۰۲)
- غارنشین (۲۰۰۴)
- بچه‌ها حالشان خوب است (۲۰۱۰)

### تلویزیون
- قتل: زندگی در خیابان (episode: "The Same Coin") (۱۹۹۹)
- شش فوت زیر زمین (episode: "Familia") (۲۰۰۱)
- پوش، نوادا (episode: "The Letter of the Law") (۲۰۰۲)
- واژه ال (episode: "Lynch Pin") (۲۰۰۵)
- Hung (اپیزود بیورلند) (۲۰۱۰)
- آلیو کیتریج (four part miniseries) (۲۰۱۴)
- سیلی (episode: "Hector") (۲۰۱۵)
- باورنکردنی (کارگردان ۳ قسمت و تهیه‌کننده ۸ قسمت) (۲۰۱۹)